# Transports de Martigny et Régions
Les Transports de Martigny et Régions SA (TMR) sont le résultat de la fusion en 2000 des chemins de fer Martigny - Châtelard (MC) et Martigny - Orsières (MO) en une seule entreprise.
La compagnie détient 18% de la compagnie RegionAlps, avec comme autres partenaires, les CFF 70% et le Canton du Valais 12%. RegionAlps est responsable du service du Réseau express régional valaisan,,.

## Matériel roulant
Le 24 avril 2025, la compagnie a réceptionné le premier des sept trains à voie métrique construit pas Stadler Rail. Ces trains seront utilisés dès 2026 sur la ligne du Mont-Blanc Express de Martigny à Saint Gervais. Les nouveaux trains Beh 4/8 peuvent être combinés de manière modulaire et fonctionneront sur la partie des lignes à crémaillère et à adhérence. Ils présentent une accessibilité conforme aux lois pour les personnes à mobilité réduite. L’énergie de freinage est convertie en énergie électrique et réinjectée dans le réseau.